# Schizopera subterranea
Schizopera subterranea är en kräftdjursart som beskrevs av Lang 1948. Schizopera subterranea ingår i släktet Schizopera och familjen Diosaccidae. Inga underarter finns listade i Catalogue of Life.